# Adolf Kunstwadl
Adolf Kunstwadl (* 8. Februar 1940 in München; † 12. November 2016), auch „Adi“ genannt, war ein deutscher Fußballspieler, der als Spielführer den FC Bayern München in die Bundesliga führte.

## Karriere
Kunstwadl begann beim SV 1880 München mit dem Fußballspielen und setzte es beim FV Hansa Neuhausen bis 1956 fort. Durch Intervention von Jugendtrainer Rudi Weiß gelangte er in die Jugendabteilung des FC Bayern München und blieb dort bis 1960, bevor er in den Kader der ersten Mannschaft aufrückte und drei Freundschaftsspiele bestritt.
In seiner ersten Oberliga-Saison 1961/62 bestritt er vier Punktspiele, wobei er am 27. August 1961 (4. Spieltag) beim 3:1-Sieg im Heimspiel gegen den FSV Frankfurt debütierte. Seine folgenden drei Punktspiele fanden allesamt im Städtischen Stadion an der Grünwalder Straße statt und wurden mit 4:3 gegen den BC Augsburg, mit 2:1 gegen die SpVgg Fürth und mit 3:1 gegen den SSV Reutlingen 05 gewonnen; in der Folgesaison wurde er bereits in 24 Punktspielen eingesetzt.
Bei der Gründung der Bundesliga gehörte der FC Bayern München nicht dazu und spielte 1963/64 in der zweitklassigen Regionalliga Süd. Der zweite Tabellenplatz (hinter Hessen Kassel) berechtigte zur Teilnahme an den Spielen der Aufstiegsrunde zur Bundesliga. Nach 36 Oberligaspielen absolvierte er auch alle sechs Aufstiegsspiele zur Bundesliga, scheiterte mit seiner Mannschaft jedoch mit einem Punkt an Borussia Neunkirchen. In der Saison 1964/65 bestritt er 34 Regionalligaspiele und erzielte am 27. September 1964 (9. Spieltag) beim 9:2-Sieg im Auswärtsspiel gegen den FC Wacker München mit dem Treffer zum 8:2 in der 70. Minute sein einziges Tor für den FC Bayern München. Wiederum bestritt er alle sechs Aufstiegsspiele zur Bundesliga – der FC Bayern München setzte sich diesmal mit drei Punkten Vorsprung vor dem 1. FC Saarbrücken durch und stieg in die höchste deutsche Spielklasse auf.
Am 14. August 1965 (1. Spieltag), im Stadtderby gegen den TSV 1860 München, der ersten Bundesliga-Begegnung, verletzte er sich, spielte aber weiter, da Auswechslungen zu der Zeit nicht zulässig waren. Aufgrund der sich zugezogenen Meniskus- und Kreuzband-Schädigung konnte er nicht mehr an alte Leistungen anknüpfen. Er wechselte in die zweite Mannschaft und kam erst am 28. Mai 1966 (34. Spieltag) – beim 1:1-Unentschieden im Auswärtsspiel gegen Werder Bremen – zu seinem zweiten und letzten Bundesligaeinsatz. Obwohl er 1966/67 zum Kader gehörte, kam er zu keinem weiteren Punktspiel, wohl aber zu einem Einsatz im Wettbewerb um den Europapokal-der-Pokalsieger, da viele Spieler verletzungsbedingt ausgefallen waren; am 5. Oktober 1966 wurde der 1. FC Tatran Prešov mit 3:2 bezwungen.
Im Dezember 1966 wechselte er zum FC Wacker München, für den er zunächst bis 1970 in der drittklassigen Amateurliga Bayern – u. a. unter Trainer Karl Mai, dem Weltmeister von 1954 – spielte. In dieser Zeit gewann er 1968 mit der Auswahl des Landesverbandes Bayern den Länderpokal der Amateure, der mit einem 5:0-Sieg gegen die Auswahl Hamburgs errungen wurde. Zudem kam er in Spielen um die Deutsche Amateurmeisterschaft zum Einsatz und trug zum Erreichen des Finales bei, das der FC Wacker München ohne ihn am 29. Juni 1968 in Bochum mit 3:5 n. V. gegen den VfB Marathon Remscheid verlor.
Die Saison 1970/71 und 1972/73 absolvierte er, bedingt durch den zweimaligen Aufstieg, in der zweitklassigen Regionalliga Süd, in der er ein Tor in 63 Punktspielen erzielte. Seine Fußballkarriere beendete er nach der Saison 1973/74 in der Amateurliga Bayern, in der er 71 Punktspiele bestritt und ein Tor erzielte.

## Sonstiges
Eine Zeit lang war Kunstwadl in der Ehrenliga-Mannschaft des FC Bayern München aktiv, 2016 verstarb er nach langer Krankheit im Alter von 76 Jahren.

## Erfolge
- Meister der Regionalliga Süd: 1965
- Meister Aufstiegsrunde zur Bundesliga: 1965
- DFB-Pokal-Sieger 1966, 1967 (ohne Einsatz)
- Europapokalsieger der Pokalsieger 1967
- Länderpokal-Sieger 1968

## Auszeichnungen
- Silbernes Lorbeerblatt; Verleihung am 3. Dezember 1967[11]